# Атка (Аляска)
Атка (англ. Atka) — місто (англ. city) в США, в окрузі Західні Алеутські острови штату Аляска. Населення — 53 особи (2020).

## Географія
Місто розташоване на східному боці острова Атка, який входить до групи Андреянівських островів.
Атка розташована за координатами 52°12′47″ пн. ш. 174°12′56″ зх. д. / 52.21306° пн. ш. 174.21556° зх. д. (52.213091, -174.215643). За даними Бюро перепису населення США в 2010 році місто мало площу 93,56 км², з яких 22,64 км² — суходіл та 70,92 км² — водойми.

### Клімат
Місто знаходиться у зоні, котра характеризується континентальним субарктичним кліматом. Найтепліший місяць — серпень із середньою температурою 9.4 °C (49 °F). Найхолодніший місяць — лютий, із середньою температурою -1.1 °С (30 °F).
| Клімат Атки             | Клімат Атки | Клімат Атки | Клімат Атки | Клімат Атки | Клімат Атки | Клімат Атки | Клімат Атки | Клімат Атки | Клімат Атки | Клімат Атки | Клімат Атки | Клімат Атки | Клімат Атки |
| Показник                | Січ.        | Лют.        | Бер.        | Квіт.       | Трав.       | Черв.       | Лип.        | Серп.       | Вер.        | Жовт.       | Лист.       | Груд.       | Рік         |
| Абсолютний максимум, °C | 2,1         | 4,1         | 4,2         | 4,8         | 8,2         | 9,6         | 11,2        | 13          | 12,2        | 8,8         | 6,1         | 4,6         | 13          |
| Середній максимум, °C   | 1           | 0           | 1           | 3           | 5           | 7           | 9           | 11          | 10          | 7           | 3           | 1           | 5           |
| Середня температура, °C | 0           | −1          | 0           | 1           | 3           | 5           | 7           | 9           | 8           | 5           | 2           | 0           | 3           |
| Середній мінімум, °C    | −2          | −2          | −1          | 0           | 2           | 4           | 6           | 8           | 7           | 4           | 0           | −1          | 2           |
| Абсолютний мінімум, °C  | −6,8        | −6,4        | −4,3        | −1,2        | 0,6         | 2,9         | 5,7         | 6,9         | 4,7         | 1,9         | −1,6        | −6,7        | −6,8        |
| Норма опадів, мм        | 60          | 50          | 50          | 40          | 40          | 40          | 70          | 80          | 70          | 90          | 90          | 70          | 800         |
| Днів з опадами          | 22          | 20          | 20          | 17          | 16          | 14          | 15          | 17          | 18          | 22          | 23          | 23          | 227         |
| ----------------------- | ----------- | ----------- | ----------- | ----------- | ----------- | ----------- | ----------- | ----------- | ----------- | ----------- | ----------- | ----------- | ----------- |
| Джерело: Weatherbase    |             |             |             |             |             |             |             |             |             |             |             |             |             |

## Демографія
Згідно з переписом 2010 року, у місті мешкала 61 особа в 24 домогосподарствах у складі 17 родин. Густота населення становила 1 особа/км². Було 43 помешкання (0/км²).
Расовий склад населення:
| - 95,1 % — корінних американців - 4,9 % — білих |

До двох чи більше рас належало 0,0 %. Частка іспаномовних становила 0,0 % від усіх жителів.
За віковим діапазоном населення розподілялося таким чином: 24,6 % — особи молодші 18 років, 67,2 % — особи у віці 18—64 років, 8,2 % — особи у віці 65 років та старші. Медіана віку мешканця становила 35,5 року. На 100 осіб жіночої статі у місті припадало 144,0 чоловіків; на 100 жінок у віці від 18 років та старших — 155,6 чоловіків також старших 18 років.
Середній дохід на одне домашнє господарство становив 65 996 доларів США (медіана — 50 625), а середній дохід на одну сім'ю — 74 914 долари (медіана — 55 625). За межею бідності перебувало 1,5 % осіб, у тому числі 0,0 % дітей у віці до 18 років та 16,7 % осіб у віці 65 років та старших.
Цивільне працевлаштоване населення становило 35 осіб. Основні галузі зайнятості: освіта, охорона здоров'я та соціальна допомога — 54,3 %, публічна адміністрація — 22,9 %, транспорт — 11,4 %, роздрібна торгівля — 5,7 %.

### Перепис 2000
За даними переписом 2000 року населення міста становило 92 особи. Расовий склад: корінні американці — 80,43 %; білі — 6,52 %; азіати — 1,09 %; населення островів Тихого океану — 1,09 % та представники двох і більше рас — 10,87 %. Частка осіб у віці молодше 18 років — 30,4 %; осіб від 18 до 24 років — 7,6 %; від 25 до 44 років — 29,3 %; від 45 до 64 років — 23,9 % і старше 65 років — 8,7 %. Середній вік населення — 36 років. На кожні 100 жінок припадає 100 чоловіків; на кожні 100 жінок у віці старше 18 років — 106,5 чоловіків.
З 32 домашніх господарств в 40,6 % — виховували дітей у віці до 18 років, 37,5 % представляли собою подружні пари, які спільно проживають, в 9,4 % сімей жінки проживали без чоловіків, 34,4 % не мали родини. 28,1 % від загального числа сімей на момент перепису жили самостійно, при цьому 9,4 % склали самотні літні люди у віці 65 років та старше. В середньому домашнє господарство ведуть 2,69 осіб, а середній розмір родини — 3,33 осіб.

## Економіка
Середній дохід на спільне господарство — $30 938; середній дохід на сім'ю — $34 375. Середній дохід осіби — $28 750, жінки — $33 438. Середній дохід на душу населення — $17 080. Близько 7,5 % мешканців живуть за межею бідності, включаючи 0 % осіб молодше 18 років і 26,7 % осіб старше 65 років.